# Фърдинанд (Айдахо)
Фърдинанд (на английски: Ferdinand) е град в окръг Айдахо, щата Айдахо, САЩ. Фърдинанд е с население от 145 жители (2000) и обща площ от 0,4 km². Намира се на 1134 m надморска височина. ЗИП кодът му е 83526, а телефонният му код е 208.